# Lill-Mannöhällan
Lill-Mannöhällan is een Zweeds eiland behorend tot de Lule-archipel. Het is gelegen ten zuidoosten van Mannöskäret. Het eiland heeft geen oeververbinding en is onbebouwd.